# Hyposada postvittata
Hyposada postvittata är en fjärilsart som beskrevs av Moore 1887. Hyposada postvittata ingår i släktet Hyposada och familjen nattflyn. Inga underarter finns listade i Catalogue of Life.